# Elio Di Rupo

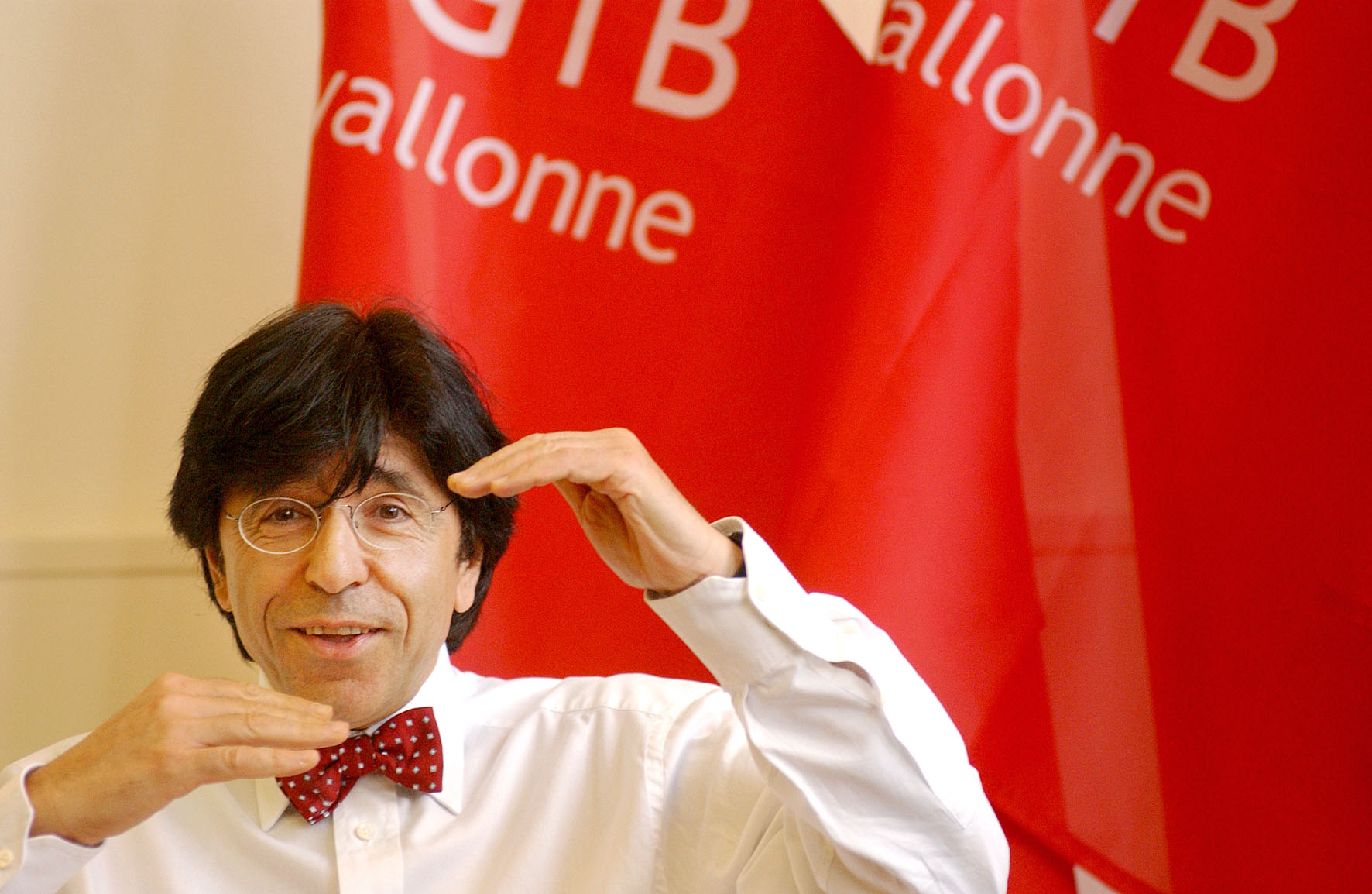
Elio Di Rupo

Elio Di Rupo (tiếng Pháp: [eljo di ʁupo]; sinh ngày 18 tháng 7 năm 1951) là một chính khách Bỉ, là Bộ trưởng-Chủ tịch Wallonie. Ông được sinh ra ở Morlanwelz vào năm 1951. Giữ chức chủ tịch đảng Xã hội Bỉ (PS) từ năm 1999, ông là thị trưởng của thành phố Mons từ tháng 10 năm 2000. Di Rupo có bằng tiến sĩ khoa học của trường đại học Mons-Hainaut.
Ông là người sáng lập lễ hội phim về tình yêu (FIFA) vào 13 tháng 2 năm 1983.
Thói quen về trang phục của ông mang lại cho ông biệt danh "Người đàn ông mang nơ bươm bướm". (Ông không bao giờ mang cravate mà chỉ mang nơ bươm bướm)
Ngày 28-11-2011, ông đã được Vua Bỉ Albert II chỉ định làm Thủ tướng cho chính phủ mới của Bỉ.
Ông là người đồng tính thứ 2 làm Thủ tướng của một nước sau Thủ tướng Iceland Johanna Sigurdardottir.